# Hydraat

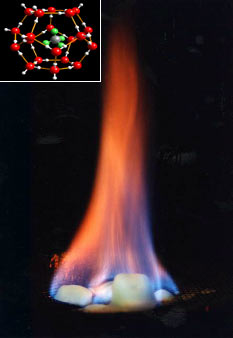
Brandend methaanhydraat

Een hydraat is een stof waarin water in sterke binding opgenomen is. De watermoleculen die in de gehydrateerde moleculen van een kristal zijn opgenomen worden kristalwater genoemd.

## Hydraten van zouten
Een bekend hydraat is soda, het zouthydraat van natriumcarbonaat: Na2CO3 · 10H2O: per molecuul natriumcarbonaat zijn er tien moleculen water in het kristal gebonden. Ondanks de grote hoeveelheid water is soda een vaste stof. Hard geworden gips CaSO4 · 2H2O met per molecuul calciumsulfaat twee watermoleculen of uitgehard cement zijn technische voorbeelden van hydraten.

### Analytische scheikunde
In de analytische scheikunde wordt vaak gebruikgemaakt van hydraten omdat de gevormde kristallen stabiel zijn, in tegenstelling tot de watervrije zouten die makkelijk vocht uit de lucht opnemen. Veel gebruikte hydraten zijn: Mohrs zout ammoniumijzer(II)sulfaat-hexahydraat en oxaalzuur-dihydraat.

### Organische chemie
In de organische chemie wordt ook gebruikgemaakt van hydraten, alleen dan niet vanwege de stoffen zelf maar vanwege het waterbindend vermogen van de watervrije zouten. Natriumsulfaat, calciumsulfaat en magnesiumsulfaat worden vaak gebruikt om na de eigenlijke synthese de laatste resten water uit het reactiemengsel te verwijderen. Het water vormt met de zouten hydraten, die als vaste stof makkelijk afgefiltreerd kunnen worden.

## Gashydraten
Behalve de zouthydraten zijn er ook hydraten van methaan, en 'legeringen' tussen ijs of zeer koud water, rond het vriespunt, en gassen (gashydraten). Methaanhydraten kunnen spontaan als aardgas worden gevormd met water onder hoge druk bij niet al te hoge temperaturen opgeslagen of getransporteerd wordt. Deze combinatie van materialen komt bijvoorbeeld voor bij aardgaswinning en in de transportleidingen van offshore productieplatforms naar de kust. Omdat methaanhydraat een vaste stof is, kan het deze transportleidingen verstoppen. Om hydraatvorming tegen te gaan wordt bij vervoer van ongereinigd aardgas altijd een middel toegevoegd dat het water bindt. Glycol is een veel gebruikt middel, methanol wordt gebruikt als er al hydraatvorming opgetreden is. Bij het ontvangstpunt wordt het water uit het glycol gekookt en het zuivere glycol teruggestuurd voor hergebruik.
Het vermoeden bestaat dat zich op de bodem van de oceanen hydraatafzettingen bevinden, dit is echter nog niet aangetoond. Het spontaan uiteenvallen van zo'n afzetting in water en gas zou dan een verklaring kunnen zijn voor anderszins onverklaarbare schipbreuken zoals in de Bermudadriehoek voorkomen.